# Flebectomie volgens Müller
Ambulante flebectomie of flebectomie volgens Muller is een methode om spataderen chirurgisch te verwijderen, zonder zichtbare littekens achter te laten. De methode is bedacht door de Zwitserse dermatoloog Robert Muller halverwege de jaren vijftig van de twintigste eeuw en wordt vooral door vaatchirurgen, flebologen en dermatologen uitgevoerd.

## Methode
De ter hoogte van de spatader met een middelgroot tot groot kaliber worden de huid met speciale inkt afgetekend en lokaal verdoofd. In het verloop van het bloedvat worden kleine sneetjes in de huid gemaakt (2 tot 3 millimeter lang). Via deze openingen wordt met een speciaal haakje het vat aangehaakt en zo ver mogelijk naar buiten getrokken. Het vat wordt gefixeerd met behulp van een klemmetje (Mosquito of arterieklem). Vervolgens wordt zo veel mogelijk van het vat als het ware geoogst. De sneetjes hoeven niet te worden gehecht en kunnen met hechtpleisters gesloten worden. Omdat zijtakken van de behandelde spatader afscheuren en voor een onderhuidse bloeding (blauwe plekken) kunnen zorgen, wordt na de behandeling vaak een drukverband aangelegd. Soms wordt tevens geadviseerd nog enige tijd elastische kousen te dragen. In tegenstelling tot scleroseren of wegspuiten van spataderen wordt met deze methode de spatader geheel verwijderd. Recidieven komen daarom bij deze methode niet of nauwelijks voor.

## Afweging
Voordeel van deze methode is dat spataderen permanent worden verwijderd met achterlaten van slechts kleine littekens. Mits goed uitgevoerd is methode effectiever dan sclerotherapie. Nadelen zijn dat de ingreep langer duurt en dat alleen vaten behandeld kunnen worden die uitwendig zichtbaar zijn. Per zitting kan slechts een beperkte hoeveelheid spataderen worden behandeld. De effectiviteit van de methode hangt sterk af van de vaardigheid van de operateur. Sclerotherapie met foam lijkt de toepassing van flebectomie volgens Muller terug te dringen, maar hierbij komt de spatader in bijna de helft van de gevallen binnen enkele jaren weer terug.